# Thousand Islands Bridge
Thousand Islands Bridge ist der Sammelbegriff für eine insgesamt 13 km lange Folge von Brücken und Straßen, die durch die Inselgruppe Thousand Islands und über den Sankt-Lorenz-Strom hinweg die Vereinigten Staaten und Kanada verbinden. Es ist die erste Brückenverbindung über den Sankt-Lorenz-Strom unterhalb des Ontariosees, die nächste Brücke ist die rund 60 km weiter stromabwärts liegende Ogdensburg-Prescott International Bridge.

## Lage
Auf der US-amerikanischen Seite ist der Ausgangspunkt die Kreuzung der Interstate 81 mit der New York State Route 12 bei dem Ort Collins Landing, auf der kanadischen Seite die Kreuzung zwischen dem Ontario Highway 137 und dem Thousand Islands Parkway bzw. dem Ontario Highway 401.

## Allgemeines
Alle Brücken außer den beiden kurzen Grenzbrücken sind zweispurige Stahlbrücken auf Betonfundamenten, die von Robinson & Steinman entworfen und 1937/38 gebaut wurden. Die Stahlteile sind in dem typischen, von David B. Steinman bevorzugten Grün gehalten, das mit dem gelblich braunen Beton der Fundamentpfeiler kontrastiert. Die Brücken haben durch Leitplanken abgegrenzte, schmale Gehwege, die aber nur in den Sommermonaten geöffnet sind.
Anfänglich fuhren 150.000 Fahrzeuge pro Jahr über die mautpflichtige Thousand Islands Bridge, heute sind es etwa 2.000.000 Fahrzeuge.
Die Thousand Islands Bridge und ihre Umgebung werden aufgrund eines amerikanisch-kanadischen Abkommens einheitlich von der Thousand Islands Bridge Authority betrieben, gewartet und instand gehalten.

## Wellesley Island Suspension Bridge
Die Wellesley Island Suspension Bridge beginnt unmittelbar nach der Mautstation auf der US-amerikanischen Seite und führt den Interstate 81 über den amerikanischen Arm des Stroms zum Wellesley Island. Sie ist eine insgesamt 1372 m lange Hängebrücke mit 76 m hohen Pylonen, einer Hauptspannweite von 244 m (800 ft), den beiden 564 m langen Rampen und einer lichten Höhe von 45,72 m (150 ft). Auffallend sind die zusätzlich zu den senkrechten Hängern angebrachten Schrägseile in Längsrichtung zwischen den Tragkabeln und dem Brückendeck sowie zwischen den Tragkabeln eingehängte Rahmen aus schmalen Stahlträgern, die durch diagonale Seile versteift wurden. Ungewöhnlich ist auch die Verankerung der Tragkabel, die kurz vor den Ankerblöcken in ihre 37 einzelnen Stränge aufgefächert werden und jeder Strang einzeln über eine nachstellbare Buchse in dem Ankerblock befestigt ist.

## Wellesley and Hill Islands Bridge (Grenzbrücken)
Die Wellesley and Hill Islands Bridge überquert den schmalen, International Rift genannten Flussarm, der die Staatsgrenze bildet. Es ist eine nur 27 m lange Segmentbogenbrücke aus Beton, die mit Mauerwerk verkleidet ist. Wegen des Platzmangels vor der Grenzstation wurde neben ihr 1959 eine gleiche, dreispurige Brücke gebaut. Von der Grenze aus führt die nun Highway 137 genannte Straße durch das Hill Island.

## Hill and Constance Islands Bridge
Die Hill and Constance Islands Bridge ist eine 183 m lange Warren-Träger-Fachwerkbrücke, die vom Hill Island zum Constance Island führt und sich in der Mitte mit einem Pfahljoch aus Stahlbeton auf einer winzigen Felsinsel abstützt.

## Constance and Georgina Islands Bridge
Die Constance and Georgina Islands Bridge ist eine Stahlbogenbrücke wenige Meter nach der Fachwerkbrücke. Sie hat eine Spannweite von 106 m (348 ft).

## Georgina Island Bridge
Die Georgina Island Bridge ist eine Hängebrücke über den nördlichen Arm des St. Lorenz-Stroms, die sich mit der Stahlbogenbrücke ein Pfahljoch aus Stahlbeton teilt, an dessen Sockel sich die Ankerblöcke der Tragkabel befinden. Sie hat 62 m hohe Pylone und ist insgesamt 404 m lang, hat eine Hauptspannweite von 229 m (750 ft)  und eine lichte Höhe von 37 m (120 ft). Ebenso wie bei der Wellesley Island Suspension Bridge gibt es auch hier zusätzliche Schrägseile und Rahmen zwischen den Tragkabeln und die gleiche Verankerung der Tragkabel mit der Auffächerung der 37 Stränge.

## Geschichte
Die beiden Hängebrücken stellen einen markanten Punkt in der Entwicklung dieser Bauform dar. Leon S. Moisseiff hatte die auf Joseph Melan zurückgehende Deflektionstheorie entwickelt und erstmals bei der 1909 eröffneten Manhattan Bridge angewandt. Diese neue statische Berechnungsmethode ermöglichte wesentlich leichtere und folglich billigere und schneller zu bauende Hängebrücken als bisher. In den folgenden Jahren wurde die Deflektionstheorie von zahlreichen Ingenieuren, darunter auch David B. Steinman, weiterentwickelt. Eine der aus ihr entwickelten Ansichten war, dass flache Brückendecks besser geeignet seien als die bislang üblichen hohen Fachwerkskonstruktionen, da sie dem Wind weniger Widerstand bieten. Die Deflektionstheorie und die zwischenzeitlichen Verbesserungen der Stahlqualitäten machten nun flache Brückendecks aus Plattenträgerkonstruktionen auch für hoch über dem Wasser verlaufende Brücken möglich.
Der Bau einer Brücke über den St.-Lorenz-Strom war seit 1920 diskutiert worden, aber immer wieder an Finanzierungsproblemen gescheitert. 1932 wurde Robinson & Steinman von privaten Initiativen mit einem Entwurf beauftragt, im folgenden Jahr wurde die Thousand Islands Bridge Authority gegründet. David B. Steinman legte 1934 einen Entwurf vor, der dem engen finanziellen Rahmen so weit wie möglich entsprach und außerordentlich leicht gebaute Hängebrücken mit flachen Plattenträgerdecks vorsah. Am 30. April 1937 konnte schließlich der erste Spatenstich stattfinden. Das gesamte Projekt wurde in nur 16 Monaten fertiggestellt – 10 Wochen vor dem vereinbarten Endtermin. Am 18. August 1938 fand die feierliche Eröffnung mit Präsident Franklin D. Roosevelt und Premierminister Mackenzie King statt.
Schon am Ende der Bauzeit hatte man Schwingungen der Brückendecks bemerkt, die bei entsprechender Windrichtung bis zu 61 cm hoch wurden. Als temporäre Maßnahme ließ Steinman diagonale Schrägseile einbauen, die zwar die Schwingungen dämpften, dafür aber die Wellenlängen verkürzten. Schließlich wurde ein System von Schrägseilen und Versteifungen eingebaut, mit dem die Probleme beseitigt wurden. Diese Erfahrung, die er auch bei den ähnlichen Problemen an seiner nur kurz darauf fertiggestellten Deer Isle Bridge erlebte, brachte ihn zu der Erkenntnis, dass die allseits anerkannte Deflektionstheorie in ihrer damaligen Form die aerodynamischen Auswirkungen des Windes überhaupt nicht berücksichtigte – was kurz darauf durch den Einsturz der von Moisseiff geplanten Tacoma-Narrows-Brücke am 7. November 1940 bewiesen wurde. David B. Steinman reagierte darauf, indem er die von 1954 bis 1957 gebaute und als sein Lebenswerk angesehene Mackinac Bridge mit extrem tiefen und steifen Trägern aus winddurchlässigen Fachwerkkonstruktionen versah.